# Wereldkampioenschap hockey vrouwen 2018
Het veertiende wereldkampioenschap hockey voor vrouwen vond plaats van 21 juli tot en met 5 augustus 2018 in het Lee Valley Hockey and Tennis Centre in Londen (Engeland). Het was de eerste keer dat Engeland het gastland was. Bovendien deden ook voor het eerst zestien landen (voorheen twaalf) mee aan de eindronde.

## Toewijzing
In maart 2017 meldde de Internationale Hockeyfederatie welke aangemelde landen op de shortlist stonden om het WK voor vrouwen in 2018 te organiseren. Dat waren Australië, België, Engeland en Nieuw-Zeeland. Twee kandidaten bleven uiteindelijk over omdat België geen officiële kandidatuur indiende en Australië de kandidatuur om technische en financiële redenen terugtrok. Op 7 november werd Engeland aangewezen als organisator.

## Kwalificatie
Voor het toernooi plaatsten zich het gastland en de vijf continentale kampioenen en de tien (of elf indien het gastland continentaal kampioen is) beste landen van de halve finales van de World League die zich nog niet als gastland of continentale kampioen hadden geplaatst.
| Data                         | Toernooi                           | Locatie                     | Quota | Gekwalificeerde teams                               |
| ---------------------------- | ---------------------------------- | --------------------------- | ----- | --------------------------------------------------- |
|                              | Gastland                           | Gastland                    | 1     | Engeland                                            |
| 21 juni – 2 juli 2017        | Halve finales World League 2016/17 | Brussel, België             | 10    | China Nieuw-Zeeland Zuid-Korea Italië Spanje België |
| 8–23 juli 2017               | Halve finales World League 2016/17 | Johannesburg, Zuid-Afrika   | 10    | Verenigde Staten Duitsland Japan Ierland            |
| 5–13 augustus 2017           | Pan-Amerikaans kampioenschap 2017  | Lancaster, Verenigde Staten | 1     | Argentinië                                          |
| 19–27 augustus 2017          | Europees kampioenschap 2017        | Amstelveen, Nederland       | 1     | Nederland                                           |
| 11–15 oktober 2017           | Oceanisch kampioenschap 2017       | Sydney, Australië           | 1     | Australië                                           |
| 22–29 oktober 2017           | Afrikaans kampioenschap 2017       | Ismaïlia, Egypte            | 1     | Zuid-Afrika                                         |
| 28 oktober – 5 november 2017 | Aziatisch kampioenschap 2017       | Kakamigahara, Japan         | 1     | India                                               |
| Totaal                       | Totaal                             | Totaal                      | 16    |                                                     |

## Scheidsrechters
De FIH had de volgende 15 scheidsrechters benoemd:
- Amber Church
- Laurine Delforge
- Carolina De La Fuente
- Maggie Giddens
- Kelly Hudson
- Michelle Joubert
- Alison Keogh
- Liu Xiaoying
- Ayanna McClean
- Michelle Meister
- Aleisha Neumann
- Irene Presenqui
- Annelize Rostron
- Sarah Wilson
- Emi Yamada

## Opzet
De 16 landen werden in vier groepen van vier ingedeeld. Binnen een groep speelde elk land een keer tegen elk van de drie ander landen. De groepswinnaars plaatsten zich rechtstreeks voor de kwartfinales. De vier nummers 2 en 3 speelden in een playoff om de overige vier kwartfinaleplaatsen, waarbij de nummer twee van een groep uitkwam tegen de nummer drie van een andere groep.
De groepsindeling en het speelschema werden op 26 november 2017 bekend gemaakt.

## Uitslagen
Alle tijden zijn lokale tijden

### Eerste ronde
Groep A
| Team       | GS | W | G | V | DV | DT | DS | Ptn |
| ---------- | -- | - | - | - | -- | -- | -- | --- |
| Nederland  | 3  | 3 | 0 | 0 | 26 | 2  | 24 | 9   |
| Italië     | 3  | 2 | 0 | 1 | 5  | 12 | -8 | 6   |
| Zuid-Korea | 3  | 0 | 1 | 2 | 1  | 9  | -8 | 1   |
| China      | 3  | 0 | 1 | 2 | 2  | 11 | -9 | 1   |

| 22 juli 2018 11.00 |               |                                     |                                                              |
| China              | 0 – 3 (0 - 1) | Italië                              | Scheidsrechters: Laurine Delforge (BEL) Ayanna McClean (TTO) |
|                    |               | 17' Braconi 32' Oviedo 45' Ruggieri | Scheidsrechters: Laurine Delforge (BEL) Ayanna McClean (TTO) |

| 22 juli 2018 17.00                                              |               |            |                                                             |
| Nederland                                                       | 7 – 0 (7 - 0) | Zuid-Korea | Scheidsrechters: Irene Presenqui (ARG) Maggie Giddens (USA) |
| 1', 11' Matla 4' Welten 14' Jonker 17' Leurink 9', 23' Van Male |               |            | Scheidsrechters: Irene Presenqui (ARG) Maggie Giddens (USA) |

| 27 juli 2018 18.00 |               |                                                                                   |                                                        |
| China              | 1 – 7 (0 - 4) | Nederland                                                                         | Scheidsrechters: Ayanna McClean (TTO) Emi Yamada (JPN) |
| 57' Yong           |               | 7' Van Maasakker 15' Jonker 24' Leurink 30', 37' Welten 56' Van Male 59' De Waard | Scheidsrechters: Ayanna McClean (TTO) Emi Yamada (JPN) |

| 27 juli 2018 20.00 |              |             |                                                          |
| Zuid-Korea         | 0 – 1 (0 -0) | Italië      | Scheidsrechters: Alison Keogh (IRL) Maggie Giddens (USA) |
|                    |              | 60' Braconi | Scheidsrechters: Alison Keogh (IRL) Maggie Giddens (USA) |

| 29 juli 2018 11.00 |               |          |                                                          |
| Zuid-Korea         | 1 – 1 (1 - 1) | China    | Scheidsrechters: Ayanna McClean (TTO) Amber Church (NZL) |
| 15' Kim Ko         |               | 4' Zhang | Scheidsrechters: Ayanna McClean (TTO) Amber Church (NZL) |

| 29 juli 2018 13.00                                                                                                  |                |           |                                                        |
| Nederland | 12 – 1 (5 - 0) | Italië    | Scheidsrechters: Maggie Giddens (USA) Emi Yamada (JPN) |
| 10', 44' Matla 14' Van Maasakker 22', 51' Jonker 26' Van Geffen 28', 41', 48', 60' Van Male 31', 45' Van den Heuvel |                | 17' Tiddi | Scheidsrechters: Maggie Giddens (USA) Emi Yamada (JPN) |

Groep B
| Team             | GS | W | G | V | DV | DT | DS | Ptn |
| ---------------- | -- | - | - | - | -- | -- | -- | --- |
| Ierland          | 3  | 2 | 0 | 1 | 4  | 2  | 2  | 6   |
| Engeland         | 3  | 1 | 2 | 0 | 3  | 2  | 1  | 5   |
| India            | 3  | 0 | 2 | 1 | 2  | 3  | -1 | 2   |
| Verenigde Staten | 3  | 0 | 2 | 1 | 3  | 5  | -2 | 2   |

| 21 juli 2018 14.00 |               |            |                                                         |
| Engeland           | 1 – 1 (0 - 1) | India      | Scheidsrechters: Aleisha Neumann (AUS) Emi Yamada (JPN) |
| 54' Goyal          |               | 25' Owsley | Scheidsrechters: Aleisha Neumann (AUS) Emi Yamada (JPN) |

| 21 juli 2018 18.00 |               |                        |                                                            |
| Verenigde Staten   | 1 – 3 (1 - 2) | Ierland                | Scheidsrechters: Kelly Hudson (NZL) Michelle Meister (GER) |
| 15' Paolino        |               | 5', 41' Duke 12' McCay | Scheidsrechters: Kelly Hudson (NZL) Michelle Meister (GER) |

| 25 juli 2018 20.00 |               |            |                                                                |
| Verenigde Staten   | 1 – 1 (0 - 0) | Engeland   | Scheidsrechters: Annelize Rostron (RSA) Laurine Delforge (BEL) |
| 39' Danson         |               | 34' Matson | Scheidsrechters: Annelize Rostron (RSA) Laurine Delforge (BEL) |

| 26 juli 2018 14.00 |               |                |                                                                 |
| India              | 0 – 1 (0 - 1) | Ierland        | Scheidsrechters: Sarah Wilson (SCO) Carolina De la Fuente (ARG) |
|                    |               | 13' O'flanagan | Scheidsrechters: Sarah Wilson (SCO) Carolina De la Fuente (ARG) |

| 29 juli 2018 17.00 |               |                  |                                                        |
| India              | 1 – 1 (0 - 1) | Verenigde Staten | Scheidsrechters: Kelly Hudson (NZL) Sarah Wilson (SCO) |
| 31' Rani           |               | 11' Paolino      | Scheidsrechters: Kelly Hudson (NZL) Sarah Wilson (SCO) |

| 29 juli 2018 19.00 |               |         |                                                               |
| Engeland           | 1 - 0 (0 - 0) | Ierland | Scheidsrechters: Irene Presenqui (ARG) Laurine Delforge (BEL) |
| 53' Ansley         |               |         | Scheidsrechters: Irene Presenqui (ARG) Laurine Delforge (BEL) |

Groep C
| Team        | GS | W | G | V | DV | DT | DS | Ptn |
| ----------- | -- | - | - | - | -- | -- | -- | --- |
| Duitsland   | 3  | 3 | 0 | 0 | 9  | 4  | 5  | 9   |
| Argentinië  | 3  | 1 | 1 | 1 | 9  | 6  | 3  | 4   |
| Spanje      | 3  | 1 | 0 | 2 | 10 | 10 | 0  | 3   |
| Zuid-Afrika | 3  | 0 | 1 | 2 | 3  | 11 | -8 | 1   |

| 21 juli 2018 11.00            |               |              |                                                          |
| Duitsland                     | 3 – 1 (1 - 0) | Zuid-Afrika  | Scheidsrechters: Amber Church (NZL) Ayanna McClean (TTO) |
| 14', 54' Huse 32' Stapenhorst |               | 40' Deetlefs | Scheidsrechters: Amber Church (NZL) Ayanna McClean (TTO) |

| 22 juli 2018 13.00                                                    |               |                         |                                                        |
| Argentinië                                                            | 6 – 2 (4 - 1) | Spanje                  | Scheidsrechters: Sarah Wilson (SCO) Xiaoying Liu (CHN) |
| 8' Jankunas 15', 28' Ortiz 22' Albertarrio 31' Merino 48' Barrionuevo |               | 3' Salvatella 49' Perez | Scheidsrechters: Sarah Wilson (SCO) Xiaoying Liu (CHN) |

| 25 juli 2018 18.00             |               |                     |                                                            |
| Duitsland                      | 3 – 2 (3 - 2) | Argentinië          | Scheidsrechters: Kelly Hudson (NZL) Michelle Joubert (RSA) |
| 6' Gablac 20', 25' Stapenhorst |               | 15' Habif 30' Ortiz | Scheidsrechters: Kelly Hudson (NZL) Michelle Joubert (RSA) |

| 26 juli 2018 12.00                                               |               |             |                                                           |
| Spanje                                                           | 7 – 1 (2 - 0) | Zuid-Afrika | Scheidsrechters: Aleisha Neumann (AUS) Xiaoying Liu (CHN) |
| 2', 48' Riera 11', 55' Bonastre 37', 42' Petchame 45' Salvatella |               | 35' Botes   | Scheidsrechters: Aleisha Neumann (AUS) Xiaoying Liu (CHN) |

| 28 juli 2018 12.00 |               |                               |                                                               |
| Spanje             | 1 – 3 (1 - 1) | Duitsland                     | Scheidsrechters: Aleisha Neumann (AUS) Annelize Rostron (RSA) |
| 30' Lopez          |               | 5' Schröder 37' Oruz 40' Huse | Scheidsrechters: Aleisha Neumann (AUS) Annelize Rostron (RSA) |

| 28 juli 2018 14.00 |               |             |                                                      |
| Argentinië         | 1 – 1 (0 - 1) | Zuid-Afrika | Scheidsrechters: Emi Yamada (JPN) Alison Keogh (IRL) |
| 47' Granatto       |               | 30' Mayne   | Scheidsrechters: Emi Yamada (JPN) Alison Keogh (IRL) |

Groep D
| Team          | GS | W | G | V | DV | DT | DS | Ptn |
| ------------- | -- | - | - | - | -- | -- | -- | --- |
| Australië     | 3  | 1 | 2 | 0 | 4  | 3  | 1  | 5   |
| België        | 3  | 1 | 1 | 1 | 8  | 7  | 1  | 4   |
| Nieuw-Zeeland | 3  | 1 | 1 | 1 | 6  | 5  | 1  | 4   |
| Japan         | 3  | 1 | 0 | 2 | 7  | 10 | -3 | 3   |

| 21 juli 2018 20.00             |               |                       |                                                            |
| Australië                      | 3 – 2 (2 - 0) | Japan                 | Scheidsrechters: Annelize Rostron (RSA) Alison Keogh (IRL) |
| 17' Malone 22' Hurtz 35' Kenny |               | 36' Kawamura 60' Kato | Scheidsrechters: Annelize Rostron (RSA) Alison Keogh (IRL) |

| 22 juli 2018 20.00                 |               |                       |                                                                     |
| Nieuw-Zeeland                      | 4 – 2 (1 - 2) | België                | Scheidsrechters: Michelle Joubert (RSA) Carolina de la Fuente (ARG) |
| 24' Smith 32' Gloyn 32', 54' Merry |               | 28' Versavel 30' Boon | Scheidsrechters: Michelle Joubert (RSA) Carolina de la Fuente (ARG) |

| 24 juli 2018 12.00     |               |               |                                                               |
| Japan                  | 2 – 1 (0 - 0) | Nieuw-Zeeland | Scheidsrechters: Michelle Meister (GER) Irene Presenqui (ARG) |
| 35' Oikawa 48' Shimizu |               | 52' McLaren   | Scheidsrechters: Michelle Meister (GER) Irene Presenqui (ARG) |

| 24 juli 2018 14.00 |               |        |                                                        |
| Australië          | 0 – 0 (0 - 0) | België | Scheidsrechters: Amber Church (NZL) Alison Keogh (IRL) |
|                    |               |        | Scheidsrechters: Amber Church (NZL) Alison Keogh (IRL) |

| 28 juli 2018 18.00            |               |                                                           |                                                                |
| Japan                         | 3 – 6 (0 - 3) | België                                                    | Scheidsrechters: Michelle Joubert (RSA) Michelle Meister (GER) |
| 36' Kato 50' Nomura 57' Nagai |               | 7' Vandermeiren 17' Boon 22' Weyns 33', 39', 47' Versavel | Scheidsrechters: Michelle Joubert (RSA) Michelle Meister (GER) |

| 28 juli 2018 20.00 |               |           |                                                                 |
| Nieuw-Zeeland      | 1 – 1 (1 - 1) | Australië | Scheidsrechters: Xiaoying Liu (CHN) Carolina de la Fuente (ARG) |
| 13' Merry          |               | 18' Smith | Scheidsrechters: Xiaoying Liu (CHN) Carolina de la Fuente (ARG) |

### Playoffs voor kwartfinale
| 30 juli 2018 18:00 |               |        |                                                              |
| België             | 0 - 0 (0 - 0) | Spanje | Scheidsrechters: Michelle Joubert (RSA) Maggie Giddens (USA) |
|                    |               |        | Scheidsrechters: Michelle Joubert (RSA) Maggie Giddens (USA) |
| Shoot-out          |               |        | Scheidsrechters: Michelle Joubert (RSA) Maggie Giddens (USA) |
|                    | 2 - 3         |        | Scheidsrechters: Michelle Joubert (RSA) Maggie Giddens (USA) |

| 30 juli 2018 20:15         |               |               |                                                               |
| Argentinië                 | 2 - 0 (1 - 0) | Nieuw-Zeeland | Scheidsrechters: Annelize Rostron (RSA) Aleisha Neumann (AUS) |
| 25' Barrionuevo 49' Merino |               |               | Scheidsrechters: Annelize Rostron (RSA) Aleisha Neumann (AUS) |

| 31 juli 2018 18:00 |               |                                       |                                                      |
| Italië             | 0 - 3 (0 - 1) | India                                 | Scheidsrechters: Kelly Hudson (NZL) Emi Yamada (JPN) |
|                    |               | 9' Lalremsiami 45' Goyal 55' Katariya | Scheidsrechters: Kelly Hudson (NZL) Emi Yamada (JPN) |

| 31 juli 2018 20:15 |               |            |                                                        |
| Engeland           | 2 - 0 (1 - 0) | Zuid-Korea | Scheidsrechters: Amber Church (NZL) Xiaoying Liu (CHN) |
| 9' Bray 59' Owsley |               |            | Scheidsrechters: Amber Church (NZL) Xiaoying Liu (CHN) |

### Kwartfinale
| 1 augustus 2018 18:00 |               |          |                                                        |
| Duitsland             | 0 - 1 (0 - 0) | Spanje   | Scheidsrechters: Amber Church (NZL) Xiaoying Liu (CHN) |
|                       |               | 54' Cano | Scheidsrechters: Amber Church (NZL) Xiaoying Liu (CHN) |

| 1 augustus 2018 20:15 |               |            |                                                            |
| Australië             | 0 - 0 (0 - 0) | Argentinië | Scheidsrechters: Sarah Wilson (SCO) Laurine Delforge (BEL) |
|                       |               |            | Scheidsrechters: Sarah Wilson (SCO) Laurine Delforge (BEL) |
| Shoot-out             |               |            | Scheidsrechters: Sarah Wilson (SCO) Laurine Delforge (BEL) |
|                       | 4 - 3         |            | Scheidsrechters: Sarah Wilson (SCO) Laurine Delforge (BEL) |

| 2 augustus 2018 18:00 |               |       |                                                                    |
| Ierland               | 0 - 0 (0 - 0) | India | Scheidsrechters: Irene Presenqui (ARG) Carolina De La Fuente (ARG) |
|                       |               |       | Scheidsrechters: Irene Presenqui (ARG) Carolina De La Fuente (ARG) |
| Shoot-out             |               |       | Scheidsrechters: Irene Presenqui (ARG) Carolina De La Fuente (ARG) |
|                       | 3 - 1         |       | Scheidsrechters: Irene Presenqui (ARG) Carolina De La Fuente (ARG) |

| 2 augustus 2018 20:15  |               |          |                                                                |
| Nederland              | 2 - 0 (1 - 0) | Engeland | Scheidsrechters: Michelle Meister (GER) Michelle Joubert (RSA) |
| 14' Welten 31' Leurink |               |          | Scheidsrechters: Michelle Meister (GER) Michelle Joubert (RSA) |

### Halve finale
| 4 augustus 2018 14:00 |       |           |                                                            |
| Ierland               | 1 - 1 | Spanje    | Scheidsrechters: Kelly Hudson (NZL) Michelle Meister (GER) |
| 3' O'Flanagan         |       | 39' Magaz | Scheidsrechters: Kelly Hudson (NZL) Michelle Meister (GER) |
| Shoot-out             |       |           | Scheidsrechters: Kelly Hudson (NZL) Michelle Meister (GER) |
|                       | 3 - 2 |           | Scheidsrechters: Kelly Hudson (NZL) Michelle Meister (GER) |

| 4 augustus 2018 16:30 |       |            |                                                                 |
| Nederland             | 1 - 1 | Australië  | Scheidsrechters: Carolina De La Fuente (ARG) Sarah Wilson (SCO) |
| 22' Jonker            |       | 54' Morgan | Scheidsrechters: Carolina De La Fuente (ARG) Sarah Wilson (SCO) |
| Shoot-out             |       |            | Scheidsrechters: Carolina De La Fuente (ARG) Sarah Wilson (SCO) |
|                       | 3 - 1 |            | Scheidsrechters: Carolina De La Fuente (ARG) Sarah Wilson (SCO) |

### Plaatsingswedstrijden
Om de 3e/4e plaats
| 5 augustus 2018 14:00            |               |              |                                                            |
| Spanje                           | 3 - 1 (2 - 0) | Australië    | Scheidsrechters: Amber Church (NZL) Annelize Rostron (RSA) |
| 11' Lopez 14' Bonastre 51' Magaz |               | 40' Slattery | Scheidsrechters: Amber Church (NZL) Annelize Rostron (RSA) |

Finale
| 5 augustus 2018 16:30 |               |                                                                               |                                                               |
| Ierland               | 0 - 6 (0 - 4) | Nederland                                                                     | Scheidsrechters: Irene Presenqui (ARG) Laurine Delforge (BEL) |
|                       |               | 7' Welten 19' Jonker 28' Van Male 30' Pheninckx 32' Keetels 34' Van Maasakker | Scheidsrechters: Irene Presenqui (ARG) Laurine Delforge (BEL) |

## Eindrangschikking
| rang   | land             |
| ------ | ---------------- |
| Goud   | Nederland        |
| Zilver | Ierland          |
| Brons  | Spanje           |
| 4      | Australië        |
| 5      | Duitsland        |
| 6      | Engeland         |
| 7      | Argentinië       |
| 8      | India            |
| 9      | Italië           |
| 10     | België           |
| 11     | Nieuw-Zeeland    |
| 12     | Zuid-Korea       |
| 13     | Japan            |
| 14     | Verenigde Staten |
| 15     | Zuid-Afrika      |
| 16     | China            |

## Topscorelijst
7 doelpunten
- Nederland || Kitty van Male

6 doelpunten
- Nederland || Kelly Jonker

5 doelpunten
- Nederland || Lidewij Welten

4 doelpunten
- België || Louise Versavel
- Nederland || Frédérique Matla

3 doelpunten
- Nederland || Caia van Maasakker
- Nederland || Laurien Leurink
- Duitsland || Viktoria Huse
- Duitsland || Charlotte Stapenhorst
- Argentinië || Maria Ortiz
- Spanje || Berta Bonastre
- Australië || Olivia Merry

2 doelpunten
- Nederland || Carlien Dirkse van den Heuvel
- Italië || Valentina Braconi
- Verenigde Staten || Margaux Paolino
- Ierland || Deirdre Duke
- Ierland || Anna O'Flanagan
- Spanje || Carola Salvatella
- Spanje || Lola Riera
- Spanje || Carola Petchame
- Spanje || Alicia Magaz
- Spanje || Maria Lopez
- België || Jill Boon

## Uitzendrechten
In Nederland was het WK hockey van 2018 te zien bij de publieke omroep, de NOS, die het toernooi uitzond via de kanalen van de NPO. Alle duels van het Nederlandse vrouwenteam werden live uitgezonden op tv.